# Rathcoole
Rathcoole (Rath Cúil en irlandais) est une ville du comté de Dublin en république d'Irlande.
La ville de Rathcoole compte 2 927 habitants.

## Jumelages
École-Valentin (France) depuis le 14 avril 2000.

## Personnalités
Michelle Smith (1969-), triple championne olympique de natation.